# Iván Guerrero
Mario Iván Guerrero Ramirez (Comayagua, 30 novembre 1977) è un allenatore di calcio e calciatore honduregno con cittadinanza statunitense, difensore del Fort Lauderdale Strikers.

## Biografia
Guerrero ha la cittadinanza statunitense.

## Carriera

### Club

#### Inizi
Precedentemente, ha giocato nel Motagua, poi nel Coventry City, è successivamente tornato in Sud America, nuovamente al Motagua e al Peñarol. Gioca poi nella Major League Soccer statunitense nelle file di Chicago Fire, San Jose Earthquakes, D.C. United e Colorado Rapids. Terminata l'avventura negli States, ritorna nel 2009 a giocare con il Motagua.

#### Major league
Ha giocato nei Chicago's Ione nel 2005.
Il 21 novembre 2007 fu selezionato dai San Jose Earthquakes nel 2007 MLS Expansion Draft. Andò al D.C. United il 31 Luglio 2008 in cambio ad un'allocazione parziale. Fece il debutto con lo D.C. United il 2 agosto 2008 come punta centrale nella partita vinta 2–0 contro i Kansas City Wizards.
Guerrero è stato acquistato dai Colorado Rapids nel Febbraio 2009 come parte di un accordo per riprendersi Christian Gómez dallo D.C. United. Ramirez è stato ceduto al Colorado il 17 giugno 2009.

#### Ritiro
Si è ritirato nel 2011 mentre giocava per il C.D. Motagua.

#### Fort Lauderdale Strikers
Il 24 gennaio 2013, Guerrero ha messo fine al ritiro firmando un accordo con i Fort Lauderdale Strikers della North American Soccer League. Nella sua prima stagione con gli Strikers ha completato sei assist. Guerrero è il capitano della squadra per la stagione 2014. A seguito delle dimissioni dell'allenatore Marcelo Neveleff il 7 giugno 2015, Guerrero è stato nominato allenatore ad interim per il match finale degli Strikers contro il Minnesota United FC. Il 30 aprile 2015, è stato annunciato che Günter Kronsteiner sarebbe diventato l'allenatore della squadra. Guerrero resterà come assistente allenatore nello staff di Kronsteiner's.

### Nazionale
Guerrero ha fatto il suo debutto con gli Honduras nel marzo 1999 contro il Belize nella partita della coppa UNCAF e segnò 4 reti. Ha rappresentato la sua nazionale in 33 partite di qualificazione della FIFA World Cup e ha giocato nel 1999, nel 2000, nel 2001, nel 2005, nel 2007, e nel 2009.
Ha fatto parte della nazionale che ha partecipato ai Giochi Olimpici di Sydney del 2000, oltre che a 2 Gold Cup (2005 e 2007).
La sua ultima partita internazionale è stata una partita amichevole nell'ottobre del 2010 contro il Guatemala.

## Statistiche

### Cronologia presenze e reti in nazionale
| Cronologia completa delle presenze e delle reti in nazionale ― Honduras | Cronologia completa delle presenze e delle reti in nazionale ― Honduras | Cronologia completa delle presenze e delle reti in nazionale ― Honduras | Cronologia completa delle presenze e delle reti in nazionale ― Honduras | Cronologia completa delle presenze e delle reti in nazionale ― Honduras | Cronologia completa delle presenze e delle reti in nazionale ― Honduras | Cronologia completa delle presenze e delle reti in nazionale ― Honduras | Cronologia completa delle presenze e delle reti in nazionale ― Honduras |
| Data                                                                    | Città                                                                   | In casa                                                                 | Risultato                                                               | Ospiti                                                                  | Competizione                                                            | Reti                                                                    | Note                                                                    |
| ----------------------------------------------------------------------- | ----------------------------------------------------------------------- | ----------------------------------------------------------------------- | ----------------------------------------------------------------------- | ----------------------------------------------------------------------- | ----------------------------------------------------------------------- | ----------------------------------------------------------------------- | ----------------------------------------------------------------------- |
| 19-3-1999                                                               | San José                                                                | Honduras                                                                | 5 – 1                                                                   | Belize                                                                  | Coppa delle nazioni UNCAF 1999 - 1º turno                               | -                                                                       |                                                                         |
| 21-3-1999                                                               | San José                                                                | Costa Rica                                                              | 0 – 1                                                                   | Honduras                                                                | Coppa delle nazioni UNCAF 1999 - 1º turno                               | -                                                                       |                                                                         |
| 24-3-1999                                                               | San José                                                                | Honduras                                                                | 3 – 1                                                                   | El Salvador                                                             | Coppa delle nazioni UNCAF 1999 - Girone finale                          | -                                                                       |                                                                         |
| 26-3-1999                                                               | San José                                                                | Costa Rica                                                              | 1 – 2                                                                   | Honduras                                                                | Coppa delle nazioni UNCAF 1999 - Girone finale                          | -                                                                       |                                                                         |
| 28-3-1999                                                               | San José                                                                | Honduras                                                                | 0 – 2                                                                   | Guatemala                                                               | Coppa delle nazioni UNCAF 1999 - Finale                                 | -                                                                       |                                                                         |
| 1-12-1999                                                               | Lima                                                                    | Perù                                                                    | 0 – 0                                                                   | Honduras                                                                | Amichevole                                                              | -                                                                       |                                                                         |
| 27-1-2000                                                               | San Pedro Sula                                                          | Honduras                                                                | 0 – 0                                                                   | Ecuador                                                                 | Amichevole                                                              | -                                                                       |                                                                         |
| 9-2-2000                                                                | San Pedro Sula                                                          | Honduras                                                                | 5 – 1                                                                   | El Salvador                                                             | Amichevole                                                              | -                                                                       |                                                                         |
| 14-2-2000                                                               | Miami                                                                   | Giamaica                                                                | 0 – 2                                                                   | Honduras                                                                | Gold Cup 2000 - 1º turno                                                | -                                                                       |                                                                         |
| 16-2-2000                                                               | Miami                                                                   | Honduras                                                                | 2 – 0                                                                   | Colombia                                                                | Gold Cup 2000 - 1º turno                                                | -                                                                       |                                                                         |
| 16-2-2000                                                               | Miami                                                                   | Honduras                                                                | 3 – 5                                                                   | Perù                                                                    | Gold Cup 2000 - 1º turno                                                | -                                                                       |                                                                         |
| 4-3-2000                                                                | San Pedro Sula                                                          | Honduras                                                                | 3 – 0                                                                   | Nicaragua                                                               | Qual. Mondiali 2002                                                     | 1                                                                       |                                                                         |
| 8-3-2000                                                                | Quito                                                                   | Ecuador                                                                 | 1 – 3                                                                   | Honduras                                                                | Amichevole                                                              | -                                                                       |                                                                         |
| 22-3-2000                                                               | Santiago del Cile                                                       | Cile                                                                    | 5 – 2                                                                   | Honduras                                                                | Amichevole                                                              | -                                                                       |                                                                         |
| 2-4-2000                                                                | Panama                                                                  | Panama                                                                  | 1 – 0                                                                   | Honduras                                                                | Qual. Mondiali 2002                                                     | -                                                                       |                                                                         |
| 16-4-2000                                                               | Diriamba                                                                | Nicaragua                                                               | 0 – 1                                                                   | Honduras                                                                | Qual. Mondiali 2002                                                     | -                                                                       |                                                                         |
| 7-5-2000                                                                | Tegucigalpa                                                             | Honduras                                                                | 3 – 1                                                                   | Panama                                                                  | Qual. Mondiali 2002                                                     | -                                                                       |                                                                         |
| 3-6-2000                                                                | San Pedro Sula                                                          | Honduras                                                                | 4 – 0                                                                   | Haiti                                                                   | Qual. Mondiali 2002                                                     | -                                                                       |                                                                         |
| 17-6-2000                                                               | Port-au-Prince                                                          | Haiti                                                                   | 1 – 3                                                                   | Honduras                                                                | Qual. Mondiali 2002                                                     | -                                                                       |                                                                         |
| 16-7-2000                                                               | San Salvador                                                            | El Salvador                                                             | 2 – 5                                                                   | Honduras                                                                | Qual. Mondiali 2002                                                     | -                                                                       |                                                                         |
| 23-7-2000                                                               | Kingston                                                                | Giamaica                                                                | 3 – 1                                                                   | Honduras                                                                | Qual. Mondiali 2002                                                     | -                                                                       |                                                                         |
| 26-8-2000                                                               | Tegucigalpa                                                             | Honduras                                                                | 6 – 0                                                                   | Saint Vincent e Grenadine                                               | Qual. Mondiali 2002                                                     | -                                                                       |                                                                         |
| 2-9-2000                                                                | San Pedro Sula                                                          | Honduras                                                                | 5 – 0                                                                   | El Salvador                                                             | Qual. Mondiali 2002                                                     | -                                                                       |                                                                         |
| 8-10-2000                                                               | Tegucigalpa                                                             | Honduras                                                                | 1 – 0                                                                   | Giamaica                                                                | Qual. Mondiali 2002                                                     | -                                                                       | 39’                                                                     |
| 28-2-2001                                                               | San José                                                                | Costa Rica                                                              | 2 – 2                                                                   | Honduras                                                                | Qual. Mondiali 2002                                                     | -                                                                       | 74’                                                                     |
| 21-3-2001                                                               | San Pedro Sula                                                          | Honduras                                                                | 3 – 1                                                                   | Cile                                                                    | Qual. Mondiali 2002                                                     | -                                                                       |                                                                         |
| 28-3-2001                                                               | San Pedro Sula                                                          | Honduras                                                                | 1 – 2                                                                   | Stati Uniti                                                             | Qual. Mondiali 2002                                                     | -                                                                       |                                                                         |
| 23-5-2001                                                               | San Pedro Sula                                                          | Honduras                                                                | 1 – 2                                                                   | Panama                                                                  | Qual. Gold Cup 2002                                                     | -                                                                       | 72’                                                                     |
| 25-5-2001                                                               | San Pedro Sula                                                          | Honduras                                                                | 10 – 2                                                                  | Nicaragua                                                               | Qual. Gold Cup 2002                                                     | 1                                                                       |                                                                         |
| 27-5-2001                                                               | San Pedro Sula                                                          | Honduras                                                                | 1 – 1                                                                   | El Salvador                                                             | Qual. Gold Cup 2002                                                     | -                                                                       |                                                                         |
| 16-6-2001                                                               | Port of Spain                                                           | Trinidad e Tobago                                                       | 2 – 4                                                                   | Honduras                                                                | Qual. Mondiali 2002                                                     | -                                                                       |                                                                         |
| 20-6-2001                                                               | San Pedro Sula                                                          | Honduras                                                                | 3 – 1                                                                   | Messico                                                                 | Qual. Mondiali 2002                                                     | -                                                                       |                                                                         |
| 1-7-2001                                                                | Tegucigalpa                                                             | Honduras                                                                | 2 – 3                                                                   | Costa Rica                                                              | Qual. Mondiali 2002                                                     | -                                                                       |                                                                         |
| 1-9-2001                                                                | Washington                                                              | Stati Uniti                                                             | 2 – 3                                                                   | Honduras                                                                | Qual. Mondiali 2002                                                     | -                                                                       | 20’                                                                     |
| 5-9-2001                                                                | Tegucigalpa                                                             | Honduras                                                                | 1 – 0                                                                   | Giamaica                                                                | Qual. Mondiali 2002                                                     | -                                                                       |                                                                         |
| 7-10-2001                                                               | San Pedro Sula                                                          | Honduras                                                                | 0 – 1                                                                   | Trinidad e Tobago                                                       | Qual. Mondiali 2002                                                     | -                                                                       |                                                                         |
| 11-11-2001                                                              | Città del Messico                                                       | Messico                                                                 | 3 – 0                                                                   | Honduras                                                                | Qual. Mondiali 2002                                                     | -                                                                       | 33’ 71’                                                                 |
| 3-4-2003                                                                | Tegucigalpa                                                             | Honduras                                                                | 1 – 1                                                                   | Paraguay                                                                | Amichevole                                                              | -                                                                       |                                                                         |
| 25-1-2004                                                               | Hong Kong                                                               | Honduras                                                                | 1 – 3                                                                   | Norvegia                                                                | Amichevole                                                              | -                                                                       |                                                                         |
| 18-2-2004                                                               | Tegucigalpa                                                             | Honduras                                                                | 1 – 1                                                                   | Colombia                                                                | Amichevole                                                              | -                                                                       | 74’                                                                     |
| 31-3-2004                                                               | Kingston                                                                | Giamaica                                                                | 2 – 2                                                                   | Honduras                                                                | Amichevole                                                              | -                                                                       |                                                                         |
| 28-4-2004                                                               | Fort Lauderdale                                                         | Honduras                                                                | 1 – 1                                                                   | Ecuador                                                                 | Amichevole                                                              | -                                                                       | Uscita                                                                  |
| 12-6-2004                                                               | Willemstad                                                              | Antille Olandesi                                                        | 1 – 2                                                                   | Honduras                                                                | Qual. Mondiali 2006                                                     | -                                                                       |                                                                         |
| 19-6-2004                                                               | San Pedro Sula                                                          | Honduras                                                                | 4 – 0                                                                   | Antille Olandesi                                                        | Qual. Mondiali 2006                                                     | -                                                                       |                                                                         |
| 28-7-2004                                                               | Tegucigalpa                                                             | Honduras                                                                | 0 – 0                                                                   | Panama                                                                  | Amichevole                                                              | -                                                                       | 65’                                                                     |
| 3-8-2004                                                                | San Salvador                                                            | El Salvador                                                             | 0 – 4                                                                   | Honduras                                                                | Amichevole                                                              | -                                                                       |                                                                         |
| 18-8-2004                                                               | Alajuela                                                                | Costa Rica                                                              | 2 – 5                                                                   | Honduras                                                                | Qual. Mondiali 2006                                                     | 1                                                                       |                                                                         |
| 4-9-2004                                                                | Edmonton                                                                | Canada                                                                  | 1 – 1                                                                   | Honduras                                                                | Qual. Mondiali 2006                                                     | -                                                                       |                                                                         |
| 8-9-2004                                                                | San Pedro Sula                                                          | Honduras                                                                | 2 – 2                                                                   | Guatemala                                                               | Qual. Mondiali 2006                                                     | -                                                                       |                                                                         |
| 9-10-2004                                                               | San Pedro Sula                                                          | Honduras                                                                | 1 – 1                                                                   | Canada                                                                  | Qual. Mondiali 2006                                                     | -                                                                       |                                                                         |
| 13-10-2004                                                              | Città del Guatemala                                                     | Guatemala                                                               | 1 – 0                                                                   | Honduras                                                                | Qual. Mondiali 2006                                                     | -                                                                       |                                                                         |
| 17-11-2004                                                              | San Pedro Sula                                                          | Honduras                                                                | 0 – 0                                                                   | Costa Rica                                                              | Qual. Mondiali 2006                                                     | -                                                                       |                                                                         |
| 19-2-2005                                                               | Città del Guatemala                                                     | Honduras                                                                | 5 – 1                                                                   | Nicaragua                                                               | Coppa delle nazioni UNCAF 2005 - 1º turno                               | -                                                                       |                                                                         |
| 21-2-2005                                                               | Città del Guatemala                                                     | Honduras                                                                | 4 – 0                                                                   | Belize                                                                  | Coppa delle nazioni UNCAF 2005 - 1º turno                               | -                                                                       |                                                                         |
| 23-2-2005                                                               | Città del Guatemala                                                     | Guatemala                                                               | 1 – 1                                                                   | Honduras                                                                | Coppa delle nazioni UNCAF 2005 - 1º turno                               | -                                                                       | 33’                                                                     |
| 27-2-2005                                                               | Città del Guatemala                                                     | Costa Rica                                                              | 1 – 1 dts (7 – 6 dtr)                                                   | Honduras                                                                | Coppa delle nazioni UNCAF 2005 - Finale                                 | -                                                                       |                                                                         |
| 19-3-2005                                                               | Albuquerque                                                             | Stati Uniti                                                             | 1 – 0                                                                   | Honduras                                                                | Amichevole                                                              | -                                                                       |                                                                         |
| 6-7-2005                                                                | Miami                                                                   | Honduras                                                                | 1 – 1                                                                   | Trinidad e Tobago                                                       | Gold Cup 2005 - 1º turno                                                | -                                                                       |                                                                         |
| 9-7-2005                                                                | Miami                                                                   | Honduras                                                                | 2 – 1                                                                   | Colombia                                                                | Gold Cup 2005 - 1º turno                                                | -                                                                       |                                                                         |
| 11-7-2005                                                               | Miami                                                                   | Panama                                                                  | 0 – 1                                                                   | Honduras                                                                | Gold Cup 2005 - 1º turno                                                | -                                                                       | 74’                                                                     |
| 16-7-2005                                                               | Foxborough                                                              | Honduras                                                                | 3 – 2                                                                   | Costa Rica                                                              | Gold Cup 2005 - Quarti di finale                                        | -                                                                       |                                                                         |
| 21-7-2005                                                               | East Rutherford                                                         | Honduras                                                                | 1 – 2                                                                   | Stati Uniti                                                             | Gold Cup 2005 - Semifinale                                              | 1                                                                       |                                                                         |
| 7-9-2005                                                                | Rifu                                                                    | Giappone                                                                | 5 – 4                                                                   | Honduras                                                                | Amichevole                                                              | -                                                                       |                                                                         |
| 25-1-2006                                                               | Guayaquil                                                               | Ecuador                                                                 | 1 – 0                                                                   | Honduras                                                                | Amichevole                                                              | -                                                                       |                                                                         |
| 10-10-2006                                                              | Atlanta                                                                 | Honduras                                                                | 2 – 1                                                                   | Guatemala                                                               | Amichevole                                                              | -                                                                       | 60’                                                                     |
| 24-3-2007                                                               | Fort Lauderdale                                                         | El Salvador                                                             | 0 – 2                                                                   | Honduras                                                                | Amichevole                                                              | -                                                                       | 81’                                                                     |
| 27-3-2007                                                               | Cary                                                                    | El Salvador                                                             | 0 – 2                                                                   | Honduras                                                                | Amichevole                                                              | -                                                                       | 50’                                                                     |
| 2-6-2007                                                                | San Pedro Sula                                                          | Honduras                                                                | 3 – 1                                                                   | Trinidad e Tobago                                                       | Amichevole                                                              | -                                                                       |                                                                         |
| 17-6-2007                                                               | Houston                                                                 | Honduras                                                                | 1 – 2                                                                   | Guadalupa                                                               | Gold Cup 2007 - Quarti di finale                                        | -                                                                       | 46’                                                                     |
| 30-5-2008                                                               | Fort Lauderdale                                                         | Venezuela                                                               | 1 – 1                                                                   | Honduras                                                                | Amichevole                                                              | -                                                                       | 58’                                                                     |
| 4-6-2008                                                                | San Pedro Sula                                                          | Honduras                                                                | 4 – 0                                                                   | Porto Rico                                                              | Qual. Mondiali 2010                                                     | -                                                                       | 79’                                                                     |
| 7-6-2008                                                                | La Ceiba                                                                | Honduras                                                                | 3 – 1                                                                   | Haiti                                                                   | Amichevole                                                              | -                                                                       | 75’                                                                     |
| 14-6-2008                                                               | Bayamón                                                                 | Porto Rico                                                              | 2 – 2                                                                   | Honduras                                                                | Qual. Mondiali 2010                                                     | -                                                                       | 72’                                                                     |
| 20-8-2008                                                               | Città del Messico                                                       | Messico                                                                 | 2 – 1                                                                   | Honduras                                                                | Qual. Mondiali 2010                                                     | -                                                                       | 69’                                                                     |
| 19-11-2008                                                              | San Pedro Sula                                                          | Honduras                                                                | 1 – 0                                                                   | Messico                                                                 | Qual. Mondiali 2010                                                     | -                                                                       |                                                                         |
| 18-1-2009                                                               | Miami Gardens                                                           | Honduras                                                                | 2 – 0                                                                   | Cile                                                                    | Amichevole                                                              | -                                                                       | 58’                                                                     |
| 22-1-2009                                                               | Tegucigalpa                                                             | Honduras                                                                | 2 – 1                                                                   | Belize                                                                  | Coppa delle nazioni UNCAF 2009 - 1º turno                               | -                                                                       |                                                                         |
| 26-1-2009                                                               | Tegucigalpa                                                             | Honduras                                                                | 2 – 0                                                                   | Nicaragua                                                               | Coppa delle nazioni UNCAF 2009 - 1º turno                               | -                                                                       |                                                                         |
| 30-1-2009                                                               | Tegucigalpa                                                             | Honduras                                                                | 0 – 1                                                                   | Panama                                                                  | Coppa delle nazioni UNCAF 2009 - Semifinale                             | -                                                                       |                                                                         |
| 1-2-2009                                                                | Tegucigalpa                                                             | Honduras                                                                | 1 – 0                                                                   | El Salvador                                                             | Coppa delle nazioni UNCAF 2009 - Finale 3º posto                        | -                                                                       | 72’                                                                     |
| 11-2-2009                                                               | San Juan de Tibás                                                       | Costa Rica                                                              | 2 – 0                                                                   | Honduras                                                                | Qual. Mondiali 2010                                                     | -                                                                       |                                                                         |
| 9-10-2010                                                               | Auckland                                                                | Nuova Zelanda                                                           | 1 – 1                                                                   | Honduras                                                                | Amichevole                                                              | -                                                                       |                                                                         |
| 12-10-2010                                                              | Los Angeles                                                             | Guatemala                                                               | 0 – 2                                                                   | Honduras                                                                | Amichevole                                                              | -                                                                       |                                                                         |
| Totale                                                                  |                                                                         | Presenze                                                                | 83                                                                      |                                                                         | Reti                                                                    | 4                                                                       |                                                                         |

## Palmares

### Club
C.D. Motagua
- Liga Nacional: 1997–98 A, 1997–98 C, 1999–2000 A, 1999–2000 C, 2010–11 C
- Super coppa dell'Honduras: 1997–98

D.C. United
- Lamar Hunt U.S. Open Cup: 2008

Chicago Fire Soccer Club
- Lamar Hunt U.S. Open Cup: 2006

### Nazionale
Honduras
- CONCACAF Men's Olympic Qualifying Tournament: 2000